# Good Morning America
Good Morning America (abbreviato GMA) è un programma televisivo statunitense mattutino, che va in onda nella rete televisiva ABC. Andato in onda per la prima volta il 3 novembre 1975, va in onda anche nei fine settimana dal 2004. Il programma va in onda nei giorni feriali dalle 7 alle 9 in tutti i fusi orari degli Stati Uniti (dal vivo solo nella Eastern Time Zone). Il programma tratta di notizie recenti, dibattiti, meteo e storie di speciale interesse. I conduttori principali dello show sono Robin Roberts, George Stephanopoulos e l'ex defensive end dei New York Giants Michael Strahan, Lara Spencer e Ginger Zee.
È prodotto da ABC News e trasmesso dagli studi della Times Square a Times Square di New York.

## Conduttori principali
- David Hartman (1975-1987)
- Nancy Dussault (1975-1977)
- Sandy Hill (1977-1980)
- Joan Lunden (1980-1997)
- Charles Gibson (1987-1998 e 1999-2006)
- Lisa McRee (1997-1999)
- Kevin Newman (1998-1999)
- Diane Sawyer (1999-2009)